# Volter Miti of Lisice
„Volter Miti of Lisice” је југословенски и македонски ТВ филм из 1968. године. Режирао га је Бранко Гапо који је написао и сценарио.

## Улоге
| Глумац            | Улога |
| ----------------- | ----- |
| Вера Чукић        |       |
| Љубиша Трајковски |       |